# Sonic, la película
Sonic, la película (título original en inglés: Sonic the Hedgehog) es una película de comedia, acción y aventura estadounidense-japonesa del año 2020 basada en la franquicia de videojuegos del mismo nombre publicada por Sega. La cinta fue dirigida por Jeff Fowler (en su debut como director) con un guion de Pat Casey y Josh Miller, y está protagonizada por Jim Carrey como el Doctor Ivo Robotnik y Ben Schwartz como la voz de Sonic the Hedgehog, acompañados por James Marsden, Tika Sumpter, Natasha Rothwell, Adam Pally y Neal McDonough. En esta película, Sonic se une al alguacil local de un pueblo, Tom Wachowski, para escapar de fuerzas gubernamentales secretas y derrotar a Ivo Robotnik, quien quiere robar los poderes de Sonic usando sus armas robot sumamente avanzadas para capturarlo.
El desarrollo de una película de Sonic comenzó en la década de 1990, pero no abandonó la etapa de planificación hasta que Sony Pictures adquirió los derechos en 2013. Fowler fue contratado para dirigir en 2016. Después de que Sony se quedó estancado en la fase de preproducción del proyecto, Paramount Pictures lo adquirió en 2017, y la mayoría del elenco ya había firmado contratos antes de agosto de 2018. La filmación tuvo lugar entre septiembre y octubre de 2018 en Ladysmith y Parksville, ambos en la Isla de Vancouver y en Vancouver, Columbia Británica, Canadá. Inicialmente se programó su lanzamiento en los Estados Unidos para el 8 de noviembre de 2019, pero ante una reacción abrumadoramente negativa del primer avance, el director Jeff Fowler anuncio en su cuenta de Twitter que Paramount retrasaría el estreno de la película para rediseñar a Sonic, cuyo diseño original tuvo muchas críticas negativas. El rediseño se mostró en un nuevo tráiler, y la apariencia nueva de Sonic recibió elogios.
Sonic, la película se estrenó en Paramount Theatre el 25 de enero de 2020, y se estrenó en los Estados Unidos el 14 de febrero de 2020. Recibió reseñas mixtas de los críticos, con elogios por las actuaciones del elenco (especialmente de Carrey), el diseño de Sonic, los efectos visuales y la fidelidad al material de origen, pero con críticas negativas por su argumento carente y falta de originalidad percibida.

## Argumento
Sonic es un pequeño erizo antropomórfico de color azul proveniente de otro mundo, quien puede correr a velocidades supersónicas. Su cuidadora, Garra Larga la Búho, lo alienta a ocultar sus poderes, pero Sonic no le toma importancia a su advertencia. Un día esto resulta en la invasión de una tribu de equidnas salvajes que intentan secuestrarlo. Durante el escape, Garra Larga termina malherida al recibir un flechazo por parte de un miembro de dicha tribu que se encontraba entre los árboles. Sin tiempo que perder, Garra Larga le entrega a Sonic una bolsa de anillos que abren portales a otros planetas y dimensiones, usando uno para enviarlo hasta un planeta muy alejado, la Tierra, mientras ella se sacrifica para detener a los equidnas antes de que lograran entrar al portal, diciéndole a Sonic que no pare de correr pase lo que pase. Luego de esto, Sonic pasa los próximos 10 años viviendo en secreto en la ciudad de Green Hills, Montana. Él idolatra al alguacil local, Tom Wachowski y a su esposa veterinaria, Maddie Wachowski. Tom había sido contratado recientemente por el Departamento de Policía de San Francisco y se estaba preparando para mudarse.
Aunque disfruta de su vida en la Tierra y luego de ver a escondidas un partido de béisbol entre niños, Sonic recuerda lo solitario que está y que en el fondo desea tener amigos. Sin embargo, el erizo velocista azul estaba bajo las instrucciones específicas de Garra Larga de escapar a otro mundo paralelo repleto de hongos si es descubierto nuevamente. Durante la noche, cuando todos se han ido, Sonic decide jugar en el campo de béisbol consigo mismo aprovechando su velocidad supersónica para así desempeñar a todos los puestos de ambos equipos; después de tomar conciencia de su soledad, este se enoja repentinamente y comienza a correr continuamente por el campo a una velocidad extrema. Sin querer, Sonic empieza a emitir una energía que crea un poderoso pulso electromagnético que interrumpe el funcionamiento de toda la energía eléctrica por completo en el Noroeste del Pacífico. El Departamento de Defensa de los Estados Unidos es informado de ello de inmediato y al no tener más opciones ante este fenómeno inexplicable, para el disgusto de todos, reclutan la asistencia de extravagante y engreído genio científico Doctor Ivo Robotnik para descubrir la causa de esa interrupción misteriosa. En compañía de algunos convoyes del ejército, Ivo usa unos drones de última tecnología para descubrir y rastrear a la fuente de la perturbación, es decir, Sonic, quien decidió esconderse en el cobertizo del matrimonio Wachowski cuando estos descubrieron la cueva-guarida en donde él vivía y entonces se escapó de sus perseguidores.
Justo cuando estaba abriendo un portal para escapar al mundo hongo, Sonic es descubierto por Tom y éste le dispara un dardo tranquilizante de manera accidental, lo que causa que el debilitado erizo velocista azul suelte accidentalmente su bolsa de anillos que sostenía, la cual termina cayendo a través de un portal abierto que conduce a San Francisco. Después de que Sonic despierta, él y Tom reciben la visita inesperada de Ivo, quien interroga a Tom mientras sus drones investigan la casa buscando algún rastro de Sonic, que se esconde en el ático. Tom le miente acerca del paradero de Sonic, hasta que Ivo encuentra una espina azul y empieza a sospechar. Ivo amenaza con matar a Tom con uno de sus drones si no empieza a hablar, haciendo que Sonic se ponga al descubierto para detener al malvado genio científico, oportunidad que Tom aprovecha para noquearlo de un golpe; luego ambos escapan de la casa en el auto de Tom. En el camino, Sonic intenta convencer al alguacil de ayudarlo a llegar a San Francisco y así recuperar sus anillos. Tom termina aceptando a regañadientes, pues entiende que el erizo adolescente no puede hacerlo todo él solo. En consecuencia, Tom es declarado como un fugitivo terrorista nacional y hasta aparece divulgado como tal en los programas de noticias.
Tom y Sonic son perseguidos por Ivo, quien manda a diversos robots y vehículos futuristas armados tras ellos; sin embargo, Sonic los destruye a todos gracias a sus poderes. Durante el viaje por carretera, Tom se entera de que Sonic anhela tener un verdadero amigo y empatiza con él. Mientras tanto, Ivo va perdiendo lentamente la cordura a medida que la búsqueda del erizo velocista se vuelve más obsesiva. Así que, usando la espina de Sonic que él encontró en la casa de Tom, decide cargar a sus robots con la energía caótica que extrae de esta. Durante otra charla, Sonic se entera y desaprueba la decisión de Tom de marcharse de Green Hills para mudarse a San Francisco, argumentando que dejará atrás a sus verdaderos amigos. Sonic es herido por uno de los drones de Ivo poco antes de que los dos lleguen a San Francisco, donde Tom se reúne con Maddie, su sobrina Jojo y su cuñada Rachel, la cual se desmaya luego de ver a Sonic inconsciente. 
Maddie atiende las heridas de Sonic, y los tres viajan hasta la Pirámide Transamerica, donde aterrizó la bolsa de anillos de Sonic que dejó caer antes. La niña, quien se había encariñado con Sonic, le regala unos tenis Puma rojos cuando vio sus pies descalzos, haciendo que este se sintiera conmovido por este gesto. Cuando llegan a la cima del edificio, Sonic está a punto de abrir un portal al mundo hongo, despidiéndose de Tom y Maddie con la duda de irse o no. Cuando lanza el anillo para activar el portal, éste golpea a un dron que llegaba y luego varios de estos los acorralan. Ivo entra en escena dentro de una súper aeronave motorizada con la energía de la espina de Sonic, dispuesto a capturarlo o matarlo. Sin embargo, Sonic "controla" la situación arrojando a Tom y Maddie del edificio, "detiene" el tiempo para destruir a todos los drones y usa los anillos para teletransportar a la pareja de regreso a Green Hills haciendo que estos aterricen en un granero lleno de paja, pero usando el poder de la espina de Sonic, la nave de Ivo logra igualar su velocidad supersónica y da caza al erizo velocista azul en una persecución a través de la ciudad y por países como Francia, China y Egipto usando los anillos.
La lucha de Ivo y Sonic finalmente termina en Green Hills, donde Ivo supera a Sonic, dejándolo inconsciente. Sin embargo, Tom, Maddie y los habitantes de Green Hills intervienen al luchar contra Ivo y Sonic recupera su fuerza después de que Tom se refiere a él como un amigo, recobra la energía robada que Ivo estaba usando y golpea la nave múltiples veces rebotando contra los edificios, y con la ayuda de Tom, Sonic usa un anillo para enviar a Ivo al mundo hongo, destruyendo la nave en el proceso. Con Ivo derrotado, Tom y Maddie deciden quedarse en Green Hills y dejar que Sonic viva en su casa con ellos. Un general del ejército llega a la residencia Wachowski para informarles que el gobierno de los Estados Unidos borró toda evidencia del incidente, incluidos los registros de la existencia de Ivo. Sin embargo, Ivo, todavía en posesión de la espina de Sonic, comienza a planear su venganza, afeitándose completamente la cabeza y usando partes de la nave que pudo rescatar.
En una escena a mitad de los créditos, un zorro antropomórfico amarillo-naranja de dos colas que parece provenir del mismo planeta natal de Sonic, emerge desde un portal hasta el planeta Tierra y comienza a buscar el rastro del erizo velocista azul.

## Reparto
- Jim Carrey como Dr. Ivo Robotnik: El brillante experto en robótica y científico loco que trabaja con el gobierno estadounidense que codicia las habilidades de Sonic y planea explotarlas para beneficio personal, pero el conflicto con el erizo azul pronto llevaría a Robotnik a convertirse en el archienemigo de Sonic.[15][16] Carrey comparó su personaje con su interpretación del Acertijo en Batman Forever, diciendo: «No pondría uno contra el otro. Creo que serían un gran equipo. Pero ya sabes, es como Robotnik y cada supervillano básicamente proviene de un lugar de abandono con un sentimiento de inutilidad absoluta que se manifiesta en creaciones magníficas que están diseñadas para controlar el mundo, poner su marca en todos, y tal vez incluso entrar en tu torrente sanguíneo con algo de nanotecnología de vez en cuando».[17]
- Ben Schwartz como Sonic the Hedgehog: Un erizo azul antropomórfico con una velocidad sobrehumana de Mobius que se encuentra huyendo de Ivo y el Gobierno federal de los Estados Unidos. Después de conocer y formar equipo con Tom, Sonic decide usar su supervelocidad para luchar y evitar que Ivo tenga en sus manos sus poderes de velocidad supersónica para sus planes de conquistar el mundo. Schwartz también proporcionó la Captura de movimiento en CGI para Sonic.[18][19]
- James Marsden como Thomas «Tom» Michael Wachowski: El sheriff de Green Hills, conocido por Sonic como «Lord Dona», que desea unirse al SFPD. Se convierte en una figura paterna para Sonic y lo ayuda en su búsqueda para detener a Ivo.[20]
- Tika Sumpter como Maddie Wachowski: Una veterinaria y esposa de Tom, que los ayuda a él y a Sonic a detener a Ivo. Sonic la llama «Lady Yoga».[21]
- Lee Majdoub como el Agente Stone: Un agente del gobierno que trabaja para Ivo.[22]
- Tom Butler como el comandante Walters: El vicepresidente del Estado Mayor Conjunto que ordena a Ivo que investigue los disturbios causados por Sonic.[23]
- Natasha Rothwell como Rachel: La hermana mayor de Maddie a quien no le gusta Tom y con frecuencia intenta alentar a Maddie a que lo deje.[24]
- Adam Pally como Wade Whipple: Un ayudante del sheriff en Green Hills y el amigo leal más cercano de Tom.[25]
- Frank C. Turner como Crazy Carl: Un teórico de la conspiración que busca probar la existencia de Sonic y se refiere a él como el «Blue Devil».[26]
- Neal McDonough como el mayor Bennington: Un soldado encargado de ayudar a Robotnik (a quien no le gusta) en sus esfuerzos por capturar a Sonic.[25]
- Garry Chalk como Jefe de Estado Mayor de la Marina de los EE. UU.: Es el Jefe de Estado Mayor de la Marina de los EE. UU., Chalk prestó su voz a Grounder y Robotnik en Adventures of Sonic the Hedgehog y Sonic Underground respectivamente.[27]
- Michael Hogan como Jefe de Estado Mayor de la Fuerza Aérea.[28]
- Donna J. Fulks como Longclaw: Una lechuza marrón antropomórfica y la cuidadora de Sonic.[29]
- Colleen O'Shaughnessey como Miles «Tails» Prower: Un zorro antropomórfico de dos colas que aparece en la escena poscréditos donde emerge a la Tierra para encontrar a Sonic. O'Shaughnessey, quien ha prestado su voz al personaje en la serie de videojuegos desde 2014, es la única actriz de doblaje que repite el papel de los videojuegos.[30]

### Doblaje
| Personaje                                 | Actor/Actor de voz       | Actor/Actor de voz     | Actor/Actor de voz  |
| Personaje                                 | Inglés                   | Latino                 | Español             |
| Dr. Ivo Robotnik "Eggman"                 | Jim Carrey               | Mario Castañeda        | Luis Posada         |
| Sonic the Hedgehog                        | Ben Schwartz             | Luisito Comunica       | Ángel de Gracia     |
| Sonic the Hedgehog                        | Benjamin L. Valic (niño) | Sergio Barberi (niño)  | Álvaro Balas (niño) |
| Tom Wachowski "Lord Dona/Lord Bollo"      | James Marsden            | Luis Leonardo Suárez   | Juan Logar Jr.      |
| Maddie Wachowski "Lady Yoga/Lady Pretzel" | Tika Sumpter             | Carla Castañeda        | Catherina Martínez  |
| Rachel                                    | Natasha Rothwell         | Laura Torres           | Pepa Castro         |
| Wade Whipple                              | Adam Pally               | Noé Velázquez          | Rafa Romero         |
| Agente Roca/Agente Stone                  | Lee Majdoub              | Carlo Vázquez          | Javier Lorca        |
| Comandante Walters                        | Tom Butler               | Santos Alberto         | Luis Mas            |
| Mayor Bennington                          | Neal McDonough           | José Luis Orozco       | Luis Bajo           |
| Carl el Loco/Carl el Zumbao               | Frank C. Turner          | Alejandro Villeli      | ¿?                  |
| Jojo                                      | Melody Nosipho Niemann   | Abril Gómez            | Lucía Balas         |
| Camarera                                  | Shannon Chan-Kent        | Adriana Olmedo         | ¿?                  |
| Pendenciero                               | Brad Kelly               | Dan Osorio             | Rafael Azcárraga    |
| Secretaria de Seguridad Nacional          | Efina Luk                | Kerygma Flores         | ¿?                  |
| Jefe personal del Ejército                | Peter Bryant             | Octavio Rojas          | Jorge García Insúa  |
| Jefe personal de la Marina                | Garry Chalk              | Mario Díaz Mercado     | ¿?                  |
| Jefe de Estado Mayor de la Fuerza Aérea   | Michael Hogan            | Paco Mauri             | ¿?                  |
| Garralarga/Longclaw                       | Donna Jay Fulks          | Verónica López Treviño | Olga Cano           |
| Miles "Tails" Prower                      | Colleen O'Shaughnessey   | Cecilia Gómez          | Álvaro Balas        |
| Hombre de negocios                        | Jeremy Arnold            | Mauricio Pérez         | ¿?                  |
| Mujer de negocios                         | Jeanie Cloutier          | Gabriela Garay         | ¿?                  |
| Niña en minivan                           | Bailey Skodje            | Estefanía Piedra       | ¿?                  |
| Niño en minivan                           | Dean Petriw              | Luis Eduardo Sánchez   | ¿?                  |
| Padre en minivan                          | Jeff Sanca               | Manuel David           | ¿?                  |
| Madre en minivan                          | Lisa Chandler            | ¿?                     | ¿?                  |
| Presentador de noticias                   | Chris Gailus             | Raúl Solo              | ¿?                  |
| Recepcionista                             | Bethel Lee               | Yaha Lima              | ¿?                  |
| Granjero Zimmer                           | Terence Kelly            | Jaime Vega             | ¿?                  |

## Producción

### Esfuerzos previos
El desarrollo de una adaptación cinematográfica de los videojuegos de Sonic the Hedgehog comenzó en 1993 durante la producción del programa de televisión de DIC Entertainment, Adventures of Sonic the Hedgehog. Michealene Risley, la recién nombrada directora de productos de consumo que ayudó a obtener la licencia de Sonic for Adventures, negoció con varios productores de Hollywood. El CEO de Sega of America, Tom Kalinske, desconfiaba de dañar la marca, citando las fallas comerciales y críticas de las películas de Super Mario Bros. y Street Fighter. A pesar de las preocupaciones de Kalinske, Sega estaba entusiasmada. En agosto de 1994, Sega llegó a un acuerdo de desarrollo con MGM y Trilogy Entertainment Group, con Pen Densham como productor ejecutivo.
MGM y Sega contrataron a Richard Jefferies, un socio de Risley de sus días en Marvel Comics, para escribir un tratamiento cinematográfico. En ese momento, Sega estaba desarrollando el videojuego Sonic X-treme (que fue cancelado a fines de 1996) para su próxima consola, Sega Saturn y le pidió a Jefferies que presentara Saturn en el guion. El tratamiento de Jefferies, Sonic: Wonders of the World, se presentó en mayo de 1995. Si bien el borrador recibió una respuesta positiva entre los ejecutivos de MGM y Sega, el director de operaciones de Sega, Shinobu Toyoda, sugirió que Kalinske reemplazara a Robotnik con un villano más malvado. MGM canceló el proyecto tras un intento fallido de revivirlo en DreamWorks. Jeffries sugirió que la película se descartara ya que tanto Sega como MGM querían una mayor participación en las ganancias, mientras que Densham dijo que siguió las diferencias creativas entre Sega y Trilogy.
En 2002, el ya fallecido Ben Hurst consultó a DIC Entertainment sobre la posibilidad de hacer una película animada de Sonic que sirviera como continuación de la serie animada de televisión Sonic the Hedgehog, en la que trabajaba como guionista. DiC puso a Hurst en contacto con un ejecutivo de Sega interesado en la idea. Hurst fue contactado por Ken Penders, escritor de la serie de cómics Sonic the Hedgehog de Archie Comics, quien había sido alertado de los planes de Hurst. Aunque Hurst le contó su estrategia y se ofreció a incluirlo en su esfuerzo, Penders le dijo a Sega que Hurst estaba tratando de cooptar la franquicia, lo que llevó a Sega a descartar a Hurst y su propuesta. En septiembre de 2003, Penders lanzó su propio concepto para una película de Sonic, Sonic Armageddon. En palabras de Penders, la película habría sido una historia de origen y un reinicio de la serie, resolviendo los hilos de la trama que comenzaron en el programa animado de Sonic y continuaron en la serie de cómics de Archie. El proyecto se abandonó en 2007 debido a una agitación corporativa y la muerte del gerente de licencias de Sega, Robert Leffler, quien había apoyado a Penders.

### Desarrollo
Sony Pictures Entertainment adquirió los derechos de la distribución de la película basada en el personaje de Sonic en 2013. El 10 de junio de 2014, una película animada de acción en vivo como una empresa conjunta entre Columbia Pictures de Sony Pictures y Marza Animation Planet, con una subsidiaria con sede en Japón de Sega Sammy Holdings que había producido escenas CGI para varios juegos de Sonic. Sería producido por Neal H. Moritz por su productora Original Film, junto a Takeshi Ito, Mie Onishi y Toru Nakahara, y escrita por Evan Susser y Van Robichaux. En febrero de 2016, el CEO de Sega, Hajime Satomi, dijo que la película estaba programada para 2018. Tim Miller y Jeff Fowler de Blur Studio fueron contratados en 2016 para desarrollar el filme; Fowler haría su debut como director de largometrajes y Miller se desempeñaría como productor ejecutivo. Blur Studio produjo previamente escenas para los juegos Shadow the Hedgehog (2005), para los cuales Fowler dirigió escenas, y Sonic the Hedgehog (2006). Patrick Casey, Josh Miller y Oren Uziel escribieron el guion, mientras que Casey y Miller escribieron la historia.
El 2 de octubre de 2017, Paramount Pictures anunció que había adquirido los derechos después de que Sony cambiara la película. Casi todo el equipo de producción se mantuvo sin cambios. En febrero de 2018, se anunció que la película se estrenaría en noviembre de 2019. Durante la producción, la película usó el título provisional de "Casino Night", que lleva el nombre de una de las zonas del videojuego Sonic The Hedgehog 2. Los primeros borradores presentaban la forma Super Sonic de Sonic de los videojuegos. Las ideas fueron descartadas porque Fowler sintió que "no tenía sentido traer obviamente el tema de Super Sonic todavía" y quería centrarse en los orígenes de la relación de Sonic y Robotnik.

### Casting
En mayo de 2018, se informó que Paul Rudd estaba en conversaciones para un papel principal como Tom, "un policía que se hace amigo de Sonic y probablemente se unirá para derrotar al Dr. Robotnik"; sin embargo, Paramount lo negó más tarde. Un día después, se anunció que James Marsden fue elegido para un papel no revelado, pero luego se reveló que sería Tom Wachowski. En junio, Tika Sumpter fue elegida como la esposa de Tom, Maddie, con Jim Carrey elegido para interpretar al villano, el Dr. Robotnik
En agosto, Ben Schwartz se unió al elenco para dar voz a Sonic. Esto marcó una rara ocasión en la que el personaje no sería expresado por Roger Craig Smith, quien ha estado expresando a Sonic en la mayoría de las encarnaciones desde 2010. Schwartz, es un fanático de los videojuegos originales, fue elegido para el papel. después de que Fowler y Miller lo eligieran para una lectura de prueba mientras presentaban el proyecto a varios estudios. Habiendo disfrutado de su actuación, eligieron oficialmente a Schwartz como la voz de Sonic. Adam Pally y Neal McDonough se agregaron al elenco más tarde ese mes. Debs Howard y Elfina Luk se unieron al elenco en noviembre siguiente. Riff Raff fue elegido para un papel no revelado, pero fue eliminado de la película.

### Rodaje
El rodaje principal comenzó a mediados de septiembre de 2018 y terminó en Vancouver, Ladysmith y en la Isla de Vancouver, el 16 de octubre de 2018. Las escenas de la producción también se filmaron en Oasis de Liwa, Emiratos Árabes Unidos. Durante el rodaje, Ben Schwartz no estuvo disponible, por lo que un suplente actuó junto a Marsden.

### Efectos visuales y diseño
Los efectos visuales son proporcionados por Moving Picture Company (MPC), Marza Animation Planet, Blur Studio, Trixter y Digital Domain. El equipo de producción creó una versión realista de Sonic usando animación por computadora, agregando pieles, nuevas zapatillas para correr, dos ojos separados y un físico más humano. El equipo se inspiró en Ted, el oso de peluche de las películas Ted como referencia, para insertar un personaje creado por computadora en el mundo real. El productor ejecutivo Tim Miller dijo: "Sería extraño y se sentiría como si estuviera corriendo desnudo si fuera una especie de nutria. Siempre fue, para nosotros, pieles, y nunca consideramos nada diferente. Es parte de lo que lo integra en el mundo real y lo convierte en una criatura real". Según Miller, SEGA no estaba "completamente feliz" con el diseño de los ojos de Sonic.
El 2 de mayo de 2019, en respuesta a las críticas, Fowler anunció en Twitter que Sonic sería rediseñado. Como resultado, la película se retrasó desde su fecha de estreno original del 8 de noviembre de 2019 al 14 de febrero de 2020. El artista Tyson Hesse, que trabajó en trabajo anteriores de Sonic the Hedgehog, fue contratado para liderar el rediseño. A Sonic se le dieron ojos más grandes y de diferentes colores, zapatillas nuevas, guantes blancos y un cuerpo menos humano para parecerse mejor al diseño de los videojuegos de Sonic. Sonic fue rediseñado por Marza Animation Planet. El rediseño agregó un estimado de $ 5 millones al presupuesto de producción, tomó alrededor de cinco meses, y se logró sin horas extras.

## Música
En febrero de 2019, Tom Holkenborg, más conocido como Junkie XL, quien ya había trabajado anteriormente con el productor ejecutivo Tim Miller en la película Deadpool, compuso la banda sonora de Sonic. Antonio Di Iorio, uno de los compositores asistentes de Holkenborg, también contribuyó con música La banda sonora se lanzó junto con la película el 14 de febrero de 2020 en formato digital y físico. Riff Raff, que tuvo un papel en la película pero fue cortado de la versión final, aparece en la banda sonora. En la banda sonora aparece una canción original, "Boom" de X Ambassadors, el sencillo fue lanzado el 24 de enero de 2020 por Atlantic Records. "Speed Me Up", de Wiz Khalifa, Ty Dolla Sign, Lil Yachty y Sueco the Child, recibió 15 millones de streams, junto con 1.8 mil millones de visitas para el desafío TikTok "Speed Me Up". También aparece la canción "Friends", de Hyper Potions, la cual fue incluida previamente como tema de apertura del videojuego Sonic Mania, junto con arreglos de las pistas musicales de las composiciones de Masato Nakamura para el videojuego Sonic the Hedgehog  original, de 1991. Holkenborg intentó capturar la sensación de las bandas sonoras de Nakamura para ambos videojuegos Sonic y Sonic the Hedgehog 2 (1992), utilizando sintetizadores FM similares al chip de sonido Yamaha YM2612 de Mega Drive.

## Promoción
Una proyección de prueba se mostró en el evento Comic Con Experience de Brasil, el 6 de diciembre de 2018.
El póster teaser de la película fue lanzado el 10 de diciembre de 2018, que revela el diseño de la silueta de Sonic, con el lema "A Whole New Speed of Hero". El diseño fue comparado con otra adaptación cinematográfica de videojuegos que se estrenó en 2019, Pokémon: Detective Pikachu, pero a diferencia de ésta, Sonic, la película obtuvo bastantes críticas negativas en relación con el nuevo aspecto del personaje, lo que causó el efecto valle inquietante entre algunos fanes. Antiguos miembros del Sonic Team, que creó los juegos de Sonic the Hedgehog, también expresó su sorpresa.
El primer tráiler se estrenó el 4 de abril de 2019 en CinemaCon en Las Vegas, y se lanzó en línea el 30 de abril. Recibió críticas negativas, con Gita Jackson de Kotaku llamándolo "horrible" y "una plaga sobre esta tierra cansada". El diseño de Sonic fue muy criticado por los fanáticos por su apariencia humanoide, mientras que algunos encontraron discordante el uso de "Gangsta's Paradise" de Coolio.
El 12 de noviembre de 2019, se lanzó el segundo tráiler de la película, que revela el Sonic rediseñado. El tráiler recibió respuestas mucho más positivas, y muchos elogiaron el nuevo diseño de Sonic. El tono y el humor también recibieron críticas positivas, al igual que la elección de la canción, "Supersonic" de J.J. Fad y "Blitzkrieg Bop" de Ramones.
Una versión modificada del diseño original, llamada "Ugly Sonic", aparece como un personaje secundario en la película de 2022, Chip 'n Dale: Rescue Rangers, reproduciendo la reacción de Internet al primer tráiler. Según el director de la película, Akiva Schaffer, también habían utilizado Moving Picture Company para su estudio de animación, y MPC pudo proporcionar el modelo original de Sonic para la película. El personaje fue interpretado por el comediante Tim Robinson.

## Estreno
Sonic the Hedgehog fue programada inicialmente para ser lanzada en 2018 por Columbia Pictures. Sin embargo en febrero de 2018, el proyecto fue tomado por Paramount Pictures y programado para el 15 de noviembre de 2019. Después, la fecha prevista para su estreno en Estados Unidos fue cambiada para el 8 de noviembre de 2019. El 24 de mayo de 2019, Jeff Fowler anunció a través de Twitter que el estreno se retrasaría hasta el 14 de febrero de 2020 para «diseñar un Sonic perfecto», tras las constantes críticas negativas recibidas por parte del público casual y los fanes de la saga con respecto al diseño visual que le habían dado a Sonic.
El 12 de noviembre de 2019, Paramount Pictures lanzó su segundo tráiler de la película de Sonic the Hedgehog, en el que se revelaba el nuevo diseño de Sonic. Contrario al primer diseño, la nueva versión de Sonic suscitó reacciones generalmente positivas por parte de su fandom.
Sonic the Hedgehog se estrenó en el día de San Valentín de 2020 de manera internacional y el 13 de febrero en algunas regiones hispanohablantes. En el primer fin de semana en taquilla, la película obtuvo un exitoso debut, teniendo el récord como película basada en videojuegos más exitosa de todos los tiempos. Generó un estimado de $57 millones de dólares en los Estados Unidos y $100 millones en todo el mundo.

## Recepción

### Crítica
En el agregador de reseñas Rotten Tomatoes la película posee un 63 % de aprobación con base en 252 reseñas, lo que le asigna un puntaje promedio de 5.9/10. El consenso crítico dice: "Muy rápida y frecuentemente divertida, Sonic the Hedgehog es una aventura inspirada en un videojuego que toda la familia puede disfrutar, y una buena excusa para que Jim Carrey aproveche la energía maníaca que impulsó su carrera". En el sitio web Metacritic la película posee un puntaje de 46 sobre 100 con base en 38 reseñas, indicando "reseñas mixtas o promedio", mientras que por parte de la audiencia general recibió críticas generalmente positivas.
John DeFore, de The Hollywood Reporter, escribió: "Un entretenimiento ligero que no ofenderá a nadie. Fowler consigue que la historia se desarrolle con eficacia y la simpatía natural de Marsden impide que la sencillez narrativa se haga pesada". Brian Truitt, de USA Today, escribió: "La película no está mal, una propuesta típica para videojugadores y niños: Sonic esprinta, Carrey hace muecas, pero la creatividad se evapora rápidamente". Spencer Perry, para Comic Book, escribió: "Sonic, la película tiene éxito donde muchas otras adaptaciones de videojuegos fracasan porque captura el espíritu de los juegos y del personaje. No importa que no sea una adaptación uno a uno de los juegos".
En una reseña más negativa, Owen Gleiberman, de Variety, criticó la comercialización de la película, diciendo: "Una reseña como esta probablemente debería venir con un descargo de responsabilidad: por todo el tedio límite que sentí en Sonic the Hegdehog, me doy cuenta de que esta es una película hecha para niños de 8 años. Y probablemente a ellos les gustará bastante. Sin embargo, yo también llamaría un error el tono excesivamente aniñado de la película". Al escribir para The Guardian, Steve Rose le dio a la película una calificación dos sobre cinco, criticando los "efectos visuales mediocres", y declarando: "Hay escenas de acción y florituras de efectos, pero incluso estos se sienten prestados de otras películas. La capacidad de Sonic para congelar el tiempo y luego apresurarse para realinear cosas antes de restaurarlo de nuevo, por ejemplo, está claramente en deuda con las payasadas de Quicksilver en las películas de X-Men. Y cualquiera de los mensajes que este ejercicio puede molestarse en transmitir son triviales y repetidos: el verdadero significado de la amistad, ser feliz con lo que tienes, las máquinas son malas, las personas (y los erizos espaciales) son buenos". Simon Abrams, de RogerEbert.com, le dio a la película una de cuatro estrellas como calificación, escribiendo: "Sonic the Hedgehog es tan exitosa como la cantidad de tiempo que quieras pasar viendo a su protagonista animado en aventuras instantáneamente olvidables, y hombre, sí que es desafortunado".

### Taquilla
Tras el primer fin de semana de su estreno, a 17 de febrero de 2020, la cinta recaudó $68 millones de dólares en Estados Unidos y Canadá, y $43 millones en el resto del mundo, para un total de $111 millones de dólares. Para su segunda semana, la cinta alcanzó los $200 millones de recaudación a nivel mundial.

## Secuela
En una entrevista promocional para la película, Carrey dijo que podía imaginarse el desarrollo de Robotnik para una secuela: "No me importaría hacer otra porque fue muy divertido, en primer lugar, y un verdadero desafío tratar de convencer a la gente. que tengo un coeficiente intelectual de tres dígitos... Hay tanto espacio, ya sabes, Robotnik no ha alcanzado su apoteosis". En febrero de 2020, Fowler dijo que planeaba una posible secuela para presentar más elementos de los videojuegos. En marzo de 2020, Marsden confirmó que había firmado para múltiples secuelas, diciendo: "Creo, no sé si se supone que debo decir, tantas como quieran hacer. Sí, esa es mi respuesta algo vaga".
En abril de 2020, Marsden expresó interés en una secuela con Tails y personajes adicionales de los juegos, mientras que Fowler expresó interés en presentar la amistad de Sonic y Tails en los juegos y desarrollar aún más Robotnik. Más tarde ese mes, Schwartz dijo que sintió que la falta de anuncio de una secuela tiene sentido debido a la pandemia de COVID-19.[cita requerida] El coguionista Pat Casey dijo que se había hablado de una secuela con más elementos de los juegos, pero que aún no había sido aprobada. Expresó interés en un universo compartido con personajes de Sega y Nintendo, pero lo vio como poco probable.[cita requerida]
El 28 de mayo de 2020, Paramount Pictures confirmó que se está desarrollando una secuela de Sonic the Hedgehog. Está previsto que Fowler regrese como director, mientras que Casey y Josh Miller regresarán como guionistas. Neal H. Mortiz, Toby Ascher y Toru Nakahara producirán la secuela, habiendo coproducido previamente la primera película junto a Takeshi Ito, mientras que Tim Miller, Hajime Satomi y Haruki Satomi regresarán de la primera película como productores ejecutivos. Fue estrenada el 8 de abril de 2022. El rodaje se llevará a cabo entre marzo de 2021 y mayo de 2021, bajo el título provisional Emerald Hill.
El 8 de diciembre de 2020, se confirmó que el artista Tyson Hesse volvería a interpretar su papel para el artista de guiones gráficos Fill Marc cuando dijo lo siguiente: "Terminé el trabajo en la temporada 2 de Lower Decks la semana pasada. Excited 2 anuncia que he estado trabajando en el equipo de Sonic the Hedgehog 2 Story con Jeff Fowler y Tyson Hesse en Blur Studio. Mi primera función de acción en vivo llegará en 2022". Poco después, Marc borró su publicación de Twitter, pero su publicación de Instagram permanece intacta. Este será el primer proyecto de acción real de Marc.
En enero de 2021, Sumpter anunció que volvería a interpretar su papel de Maddie. También anunció que la secuela se filmará en Vancouver y Hawái.
El 10 de febrero de 2021, se reveló que el título oficial de la secuela era Sonic the Hedgehog 2, aunque se confirmó que se estrenará el 8 de abril de 2022.
El 15 de marzo de 2021, Jeff Fowler confirmó que había comenzado la producción de la película.
El 8 de abril de 2022, la película se estrenó en los cines.